# 本間精一郎

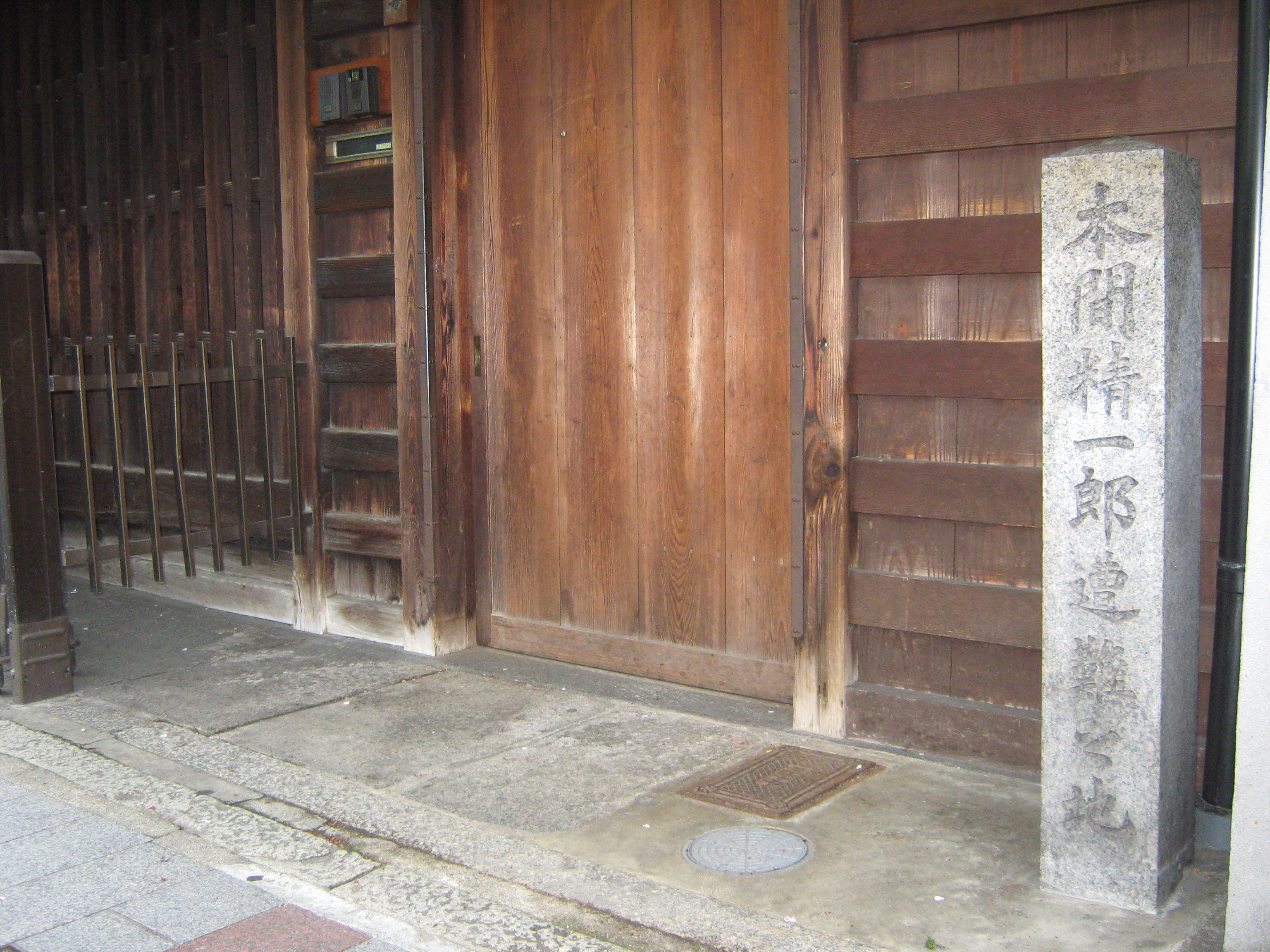
本間精一郎遭難の地　京都三条木屋町下ル

本間 精一郎（ほんま せいいちろう、天保5年（1834年） - 文久2年閏8月20日（1862年10月13日））は、越後国三島郡寺泊（現新潟県長岡市）出身の勤皇の志士。幼名は精兵衛、名は正高、字は至誠、号は不自欺斎。

## 人物
天保5年、寺泊の商人・本間辻右衛門の長子として生まれる。生家は寺泊で酢醤油を醸造している「かくほん」という屋号の豪商だった。
嘉永6年（1853年）、江戸に出て勘定奉行・川路聖謨の中小姓となり、昌平黌で安積艮斎に学ぶ。安政5年（1858年）、川路に従って上洛し、勤王派と交わる。
安政の大獄で伏見に入獄後、出獄して志士として活動を開始。青蓮院宮家に出入りして諸国浪士と交わり、長州、四国、九州に遊説する。好んで長刀を帯びていたという。
しかし、自藩意識にとらわれずに草莽として活躍していたのに加え、その過激な言説が同志の反感と誤解を買い、文久2年閏8月20日、斬殺され、四条河原に梟首された（実行犯は田中新兵衛・岡田以蔵と言われる）。そのため、彼の力量、評価に値する成果を残さなかった。本間精一郎が落命した場所には、本間精一郎殉難の地という石碑が建てられている（京都市中京区先斗町）。また、寺泊の生家跡には「贈従五位本間精一郎生誕之地」と刻まれた碑がある(新潟県長岡市寺泊片町８１４７)。
大正13年（1924年）、従五位を追贈された（本間以外にも長州の吉田松陰・久坂玄瑞など幕末に斃れた同志に対して明治新政府より官位が追叙されている）。

## 本間精一郎が登場する作品
- 有馬寛『本間精一郎 －幕末の影武者－』恒文社、1986年
- 『人斬り』（1969年、大映 演：伊吹聰太朗)
- 『龍馬伝』（2010年、NHK大河ドラマ 演：峯村淳二）

## 関連
- 本間氏
- 本間雅晴
- 地主
- 幕末の四大人斬り